# 亞洲無人機AI創新應用研發中心

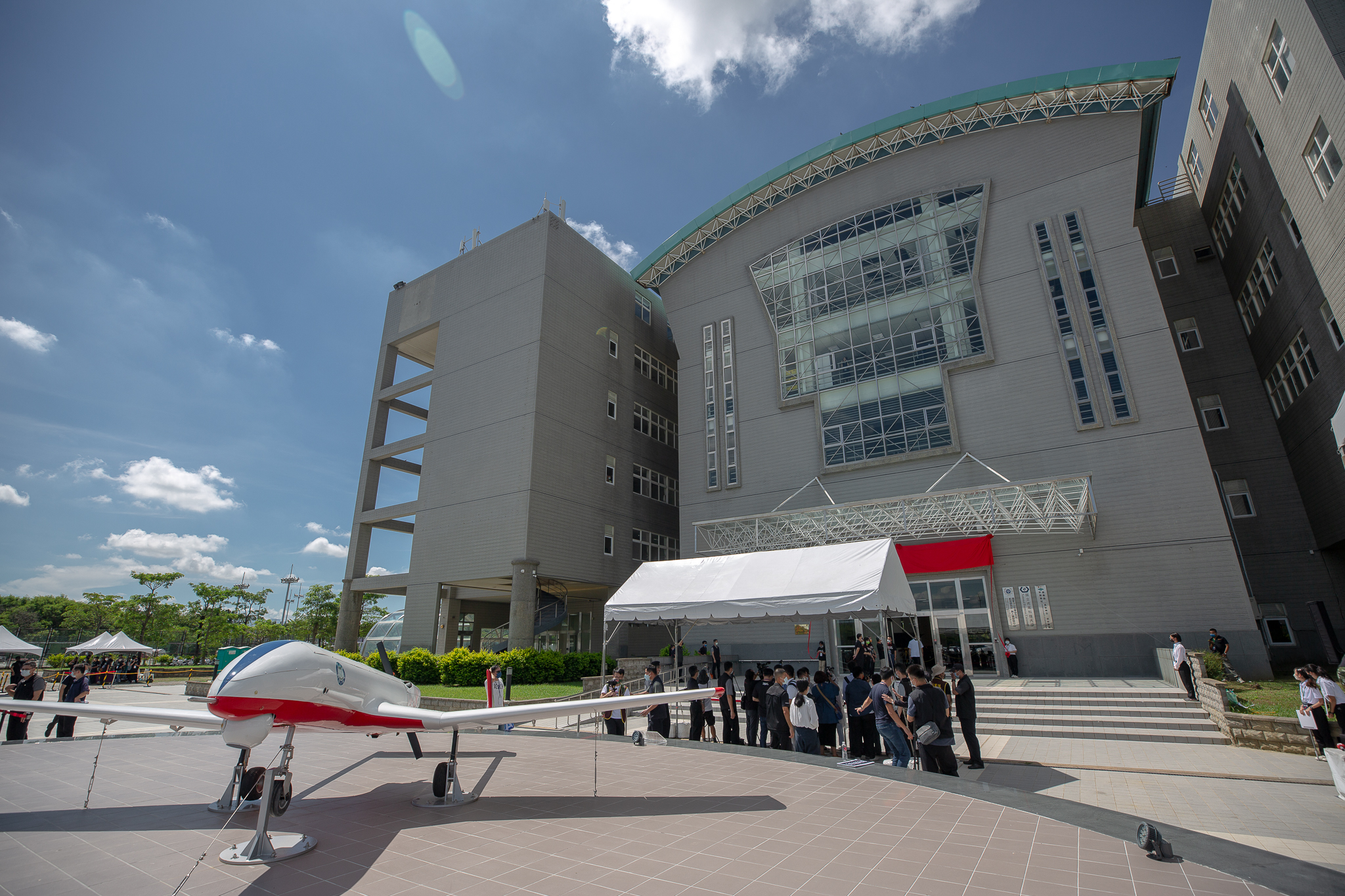
亞洲無人機AI創新應用研發中心

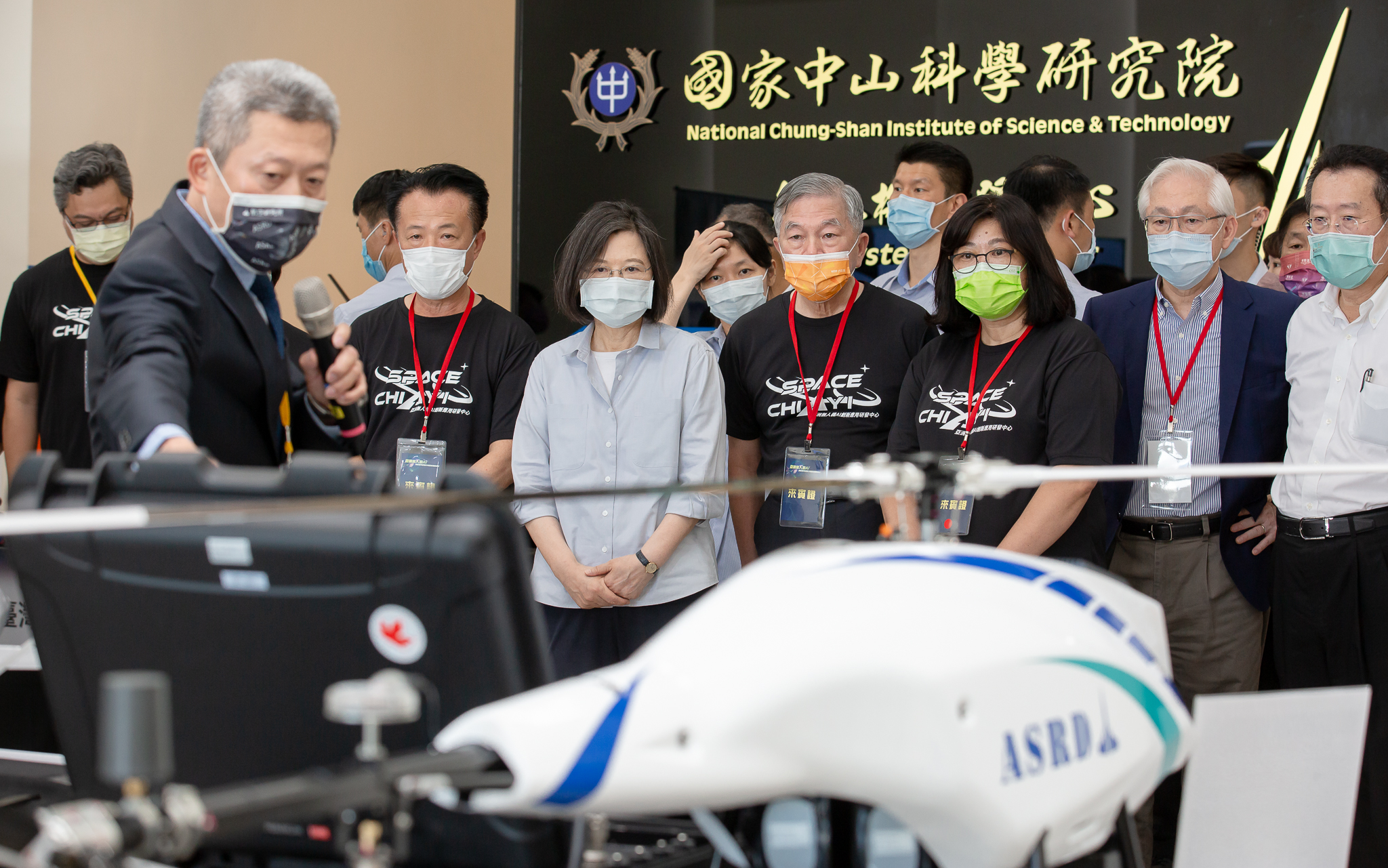
亞洲無人機AI創新應用研發中心開幕記者會揭牌儀式

亞洲無人機AI創新應用研發中心（英語：Asia UAV AI Innovation Application R&D Center，簡稱亞創中心，俗稱臺灣無人機國家隊），位於臺灣嘉義縣朴子市，是臺灣無人機研發產業的重要基地和產業聚落，是一個專注於無人機技術和人工智慧整合應用的研究機構。為中華民國中央主導、地方協助，經濟部與嘉義縣政府合作，政府投入資金促進產業升級，號召以往分散全臺灣各地的無人機廠商集中進駐亞創中心，於2022年08月13日揭牌啟用。

## 歷任中心主任
- 江振瑋（2022－2024）[6]